# 戈甘福
戈甘福，是匈牙利维斯普雷姆州所辖的一个村，总面积13.17平方公里，总人口770，人口密度58.5人/平方公里（2010年1月1日）。